# Zwinger

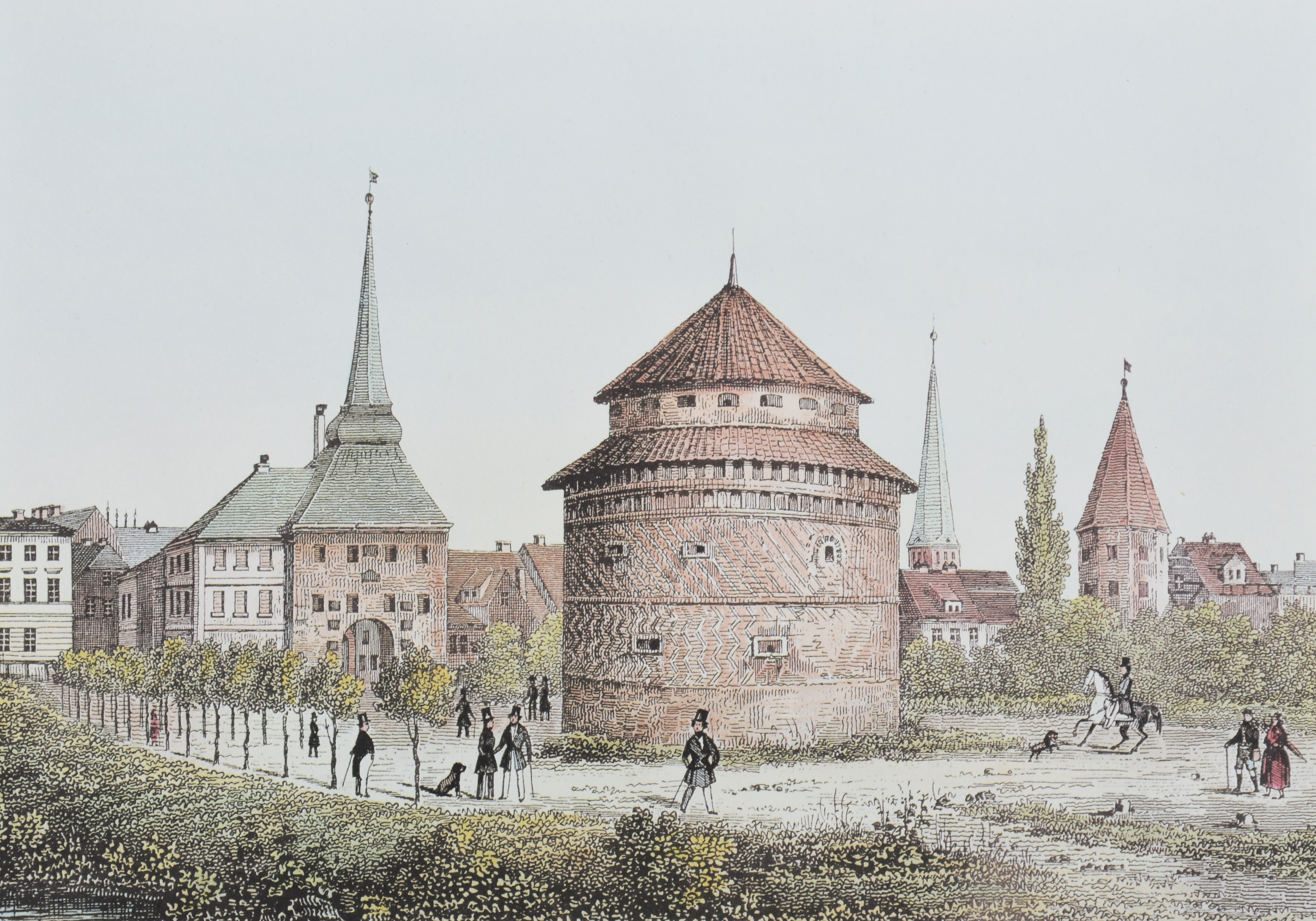
Zwingerturm Rostocker Stadtbefestigung

Der Begriff Zwinger (früher auch Zwenger, Zwingel, mittelhochdeutsch twingære für Bedränger, Zwingherr; von zwingen) wird in mehreren Bedeutungen gebraucht, denen gemein ist, dass es sich dabei um einen meist durch Mauern umschlossenen Raum handelt. 
Heute oft mit der Bedeutung Tiergehege verbunden, bezeichnete es in der historischen Architektur ein zwischen zwei Wehrmauern gelegenes offenes Areal, das der Verteidigung diente. Zwingeranlagen wurden im Mittelalter und in der frühen Neuzeit als Verstärkung von Burgen und Stadtmauern errichtet. Im Gebiet des Deutschen Ordens wurde statt Zwinger der Begriff Parkam oder Parcham gebraucht, sinnverwandt mit Park und Pferch.

## Wortgeschichte

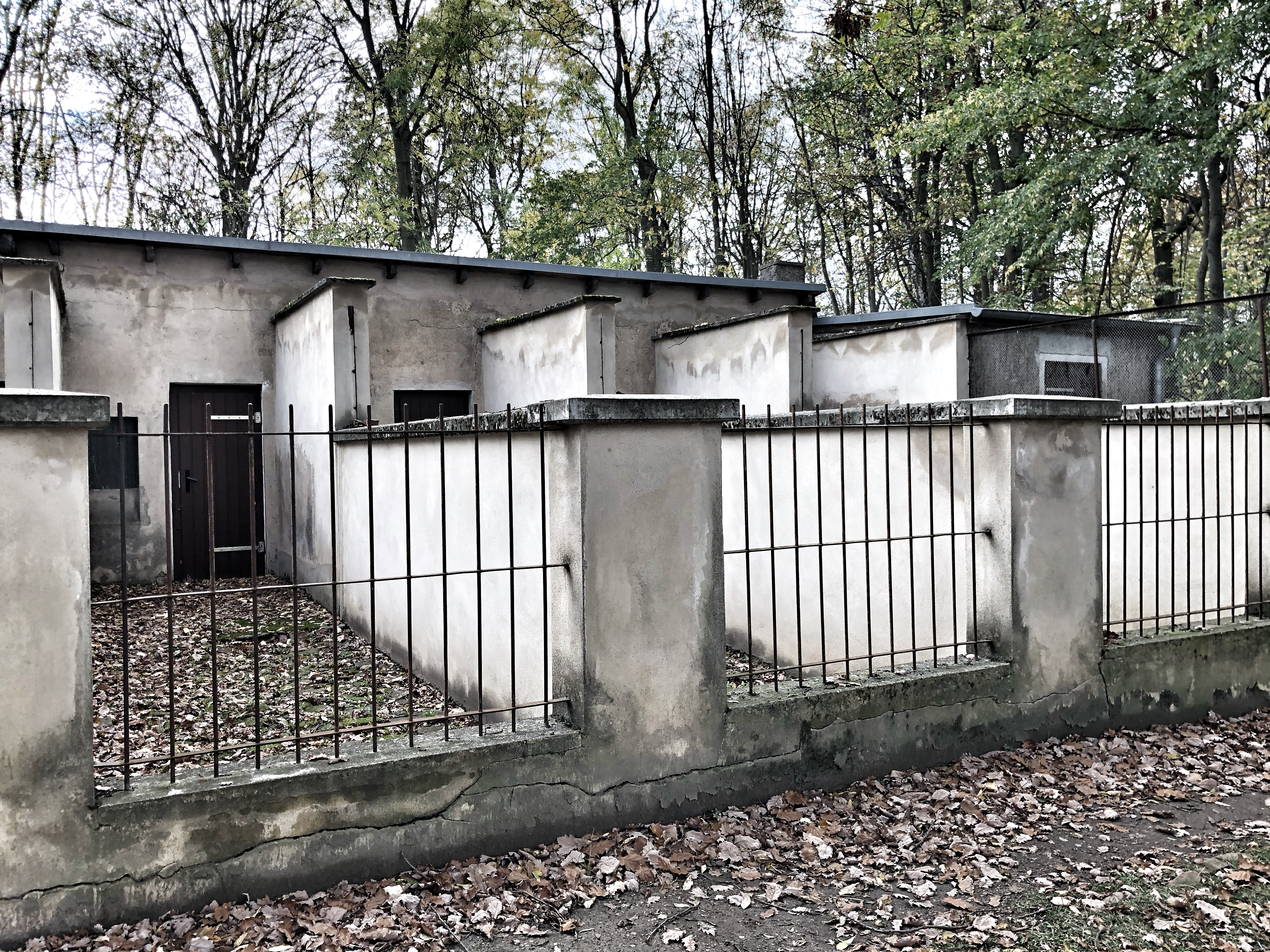
Hundezwinger

Ursprünglich bedeutete Zwinger der Raum zwischen Stadtmauer und Graben, heute ist meist ein Hundezwinger oder Raubtierkäfig gemeint. Seit dem 15. Jahrhundert ist die Bedeutung des Begriffes als umzäumter Auslauf für Hunde und wilde Tiere belegt. Im 15. bis 17. Jahrhundert bezeichnete man mit Zwinger jemanden, der andere zu etwas zwingen konnte oder gewalttätig behandelte, meist herren- und heimatlose Menschen, besonders aber abgedankte Kriegsknechte, die im Land herumzogen und allerlei Gewalttätigkeiten verübten (gewöhnlich verwendete man das Wort zusammengesetzt, wie etwa Landzwinger); Zwinger war auch die ehemalige Bezeichnung für Zwangsvollstrecker.
Bei alten Stadtbefestigungen hieß der Raum zwischen zwei Umfassungsmauern so, sowie die Erweiterung dieses sogenannten Rondengangs an den Toren zu einem Vorplatz und vor allem der häufig hier stehende, zu Geschütz eingerichtete dicke Turm – ein Beispiel ist in Nürnberg der Spittlertorzwinger. Später wurde die Bezeichnung auch auf andere Türme ausgedehnt, und da diese Türme oft als Gefängnisse dienten, verwendete man sie auch für Gefängnisse allgemein.
Des Weiteren spricht man zum Beispiel heute noch von einem Bärenzwinger. Zwinger heißt auch der Graben, der eine Burg ganz oder zum Teil umschließt und besonders in späterer Zeit als Tiergehege benutzt wurde.
Im Mittelalter wurde auch das Frauengemach der Frauenzwinger genannt (auch mit den Bedeutungen Harem und Gynaeceum), wohl ohne dabei auf den Aspekt der Einsperrung besonderes Gewicht zu legen. Jungfernzwinger war ein neugeschaffene Wort der Sprachpfleger für ein Nonnenkloster, worüber ihre Zeitgenossen sich lustig machten.

## Arten von Zwingern

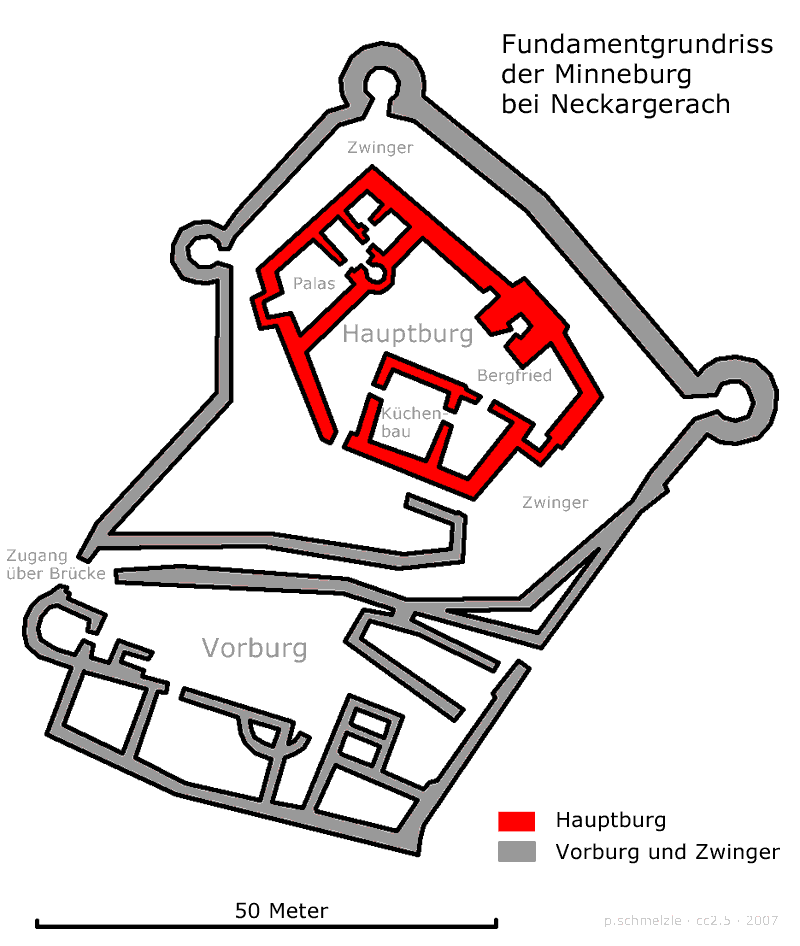
Beispiel einer Zwinger-Anlage: die Minneburg im Odenwald

### Zwinger einer Burg

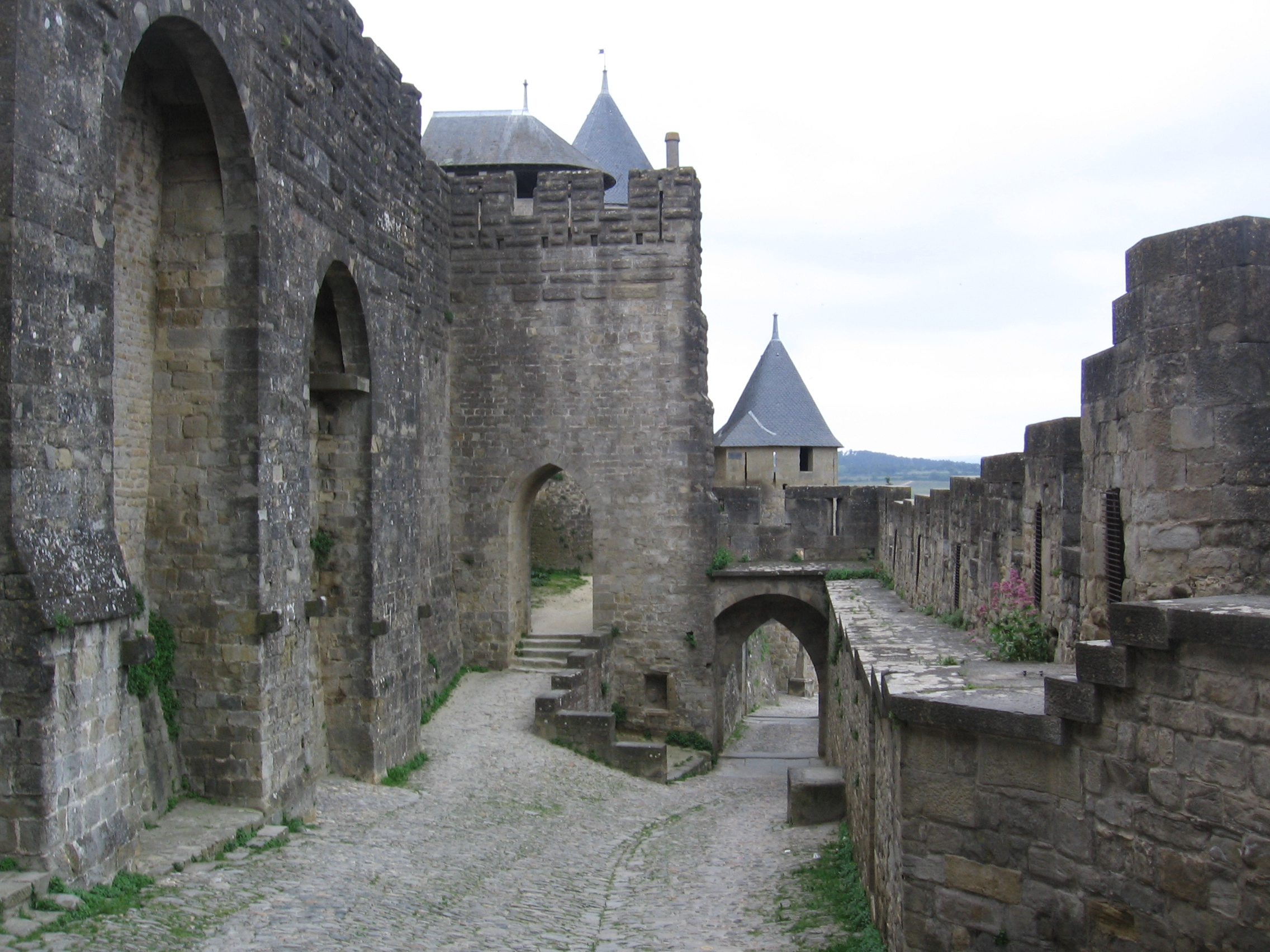
Durch den Zwinger hindurchführender Torweg in Carcassonne. Rechts die niedrigere Zwingermauer.

Der Zwinger einer Burg ist der Ringmauer vorgelagert und wird zur Feldseite hin von einer zweiten, niedrigeren Mauer abgeschlossen, die als Zwingermauer bzw. Parchammauer bezeichnet wird. Wenn es Angreifern gelang, die Zwingermauer zu überwinden, waren sie im Zwinger eingekesselt und ein leichtes Ziel für die Verteidiger auf der Hauptmauer. Das weitere Eindringen wurde dadurch wesentlich erschwert.
In Mitteleuropa wurden die meisten Zwingeranlagen älteren Burgmauern nachträglich als Verstärkung vorgebaut.

### Zwinger vor einem Stadttor
Der Zwinger vor einem Stadttor ist ein befestigter Raum zwischen Haupttor und Vortor einer mittelalterlichen Stadttoranlage. Die Stadttore waren oft in Form eines Torturms gestaltet, wobei dem Haupttor ein zweites (sogenannte Doppeltoranlagen), manchmal auch ein drittes Tor vorgelagert war. Vor den Stadtmauern wurde im Bereich der Stadttore in der Regel dabei ein zweiter Mauerzug vorgebaut, in dem sich das Vortor befand. Ein Feind, der das Vortor erobert hatte und in den Zwinger vorstieß, fand im beengten Raum kaum Entfaltungsmöglichkeiten vor. Dagegen konnten die zurückweichenden Verteidiger nach unten den eingedrungenen Feind im Zwinger leicht bekämpfen.
Auf einem ähnlichen Konzept wie der Torzwinger basiert die Barbakane, die von der Hauptmauer jedoch durch einen weiteren Graben getrennt ist.
In der Hussitenzeit (um 1420/30) entstanden eindrucksvolle Beispiele, die meist zum Schutz gegen frühe Feuerwaffen geplant wurden.
Es kam auch zur Kombination beider Konzepte:
So betrat man z. B. – von Westen kommend – am Münchner Neuhauser Tor zunächst durch einen seitlich nach Süden platzierten, vergleichsweise engen Durchlass eine halbkreisförmige Barbakane, gelegen noch auf dem diesseitigen Ufer des Wassergrabens, hatte innerhalb der Teilanlage rechtwinklig nach rechts (ergo wieder Richtung Osten) abzubiegen, passierte das Tor in der Rückwand, überquerte die Brücke und gelangte dann am jenseitigen Ufer durch ein zwischen zwei Vortürmen gelegenes, weiteres Tor in den eigentlichen Torzwinger. Verlassen konnte man ihn dann letztlich via den zurückgesetzten Haupt-Torturm. Zudem waren die fünf nach diesem Muster errichteten Haupttore in eine die Stadt vollständig umgebende Zwingersalage eingebettet (Münchner Stadtbefestigung|Doppelter Mauerring).
Der nicht überdachte Raum wurde in friedlichen Zeiten häufig zur Haltung von Tieren oder als Garten genutzt. In vielen Fällen wurden Zwinger mit Scheunen, Ställen und Lagerhäusern bebaut, als ihre Wehrfunktion entbehrlich wurde.
Der Dresdner Zwinger hat seinen Namen von der ehemaligen Zwingeranlage vor dem Kronentor an der äußeren Festungsmauer geerbt. Er war jedoch nicht als Wehranlage geplant, sondern als Vorhof eines neuen Schlosses konzipiert worden.

## Entwicklung

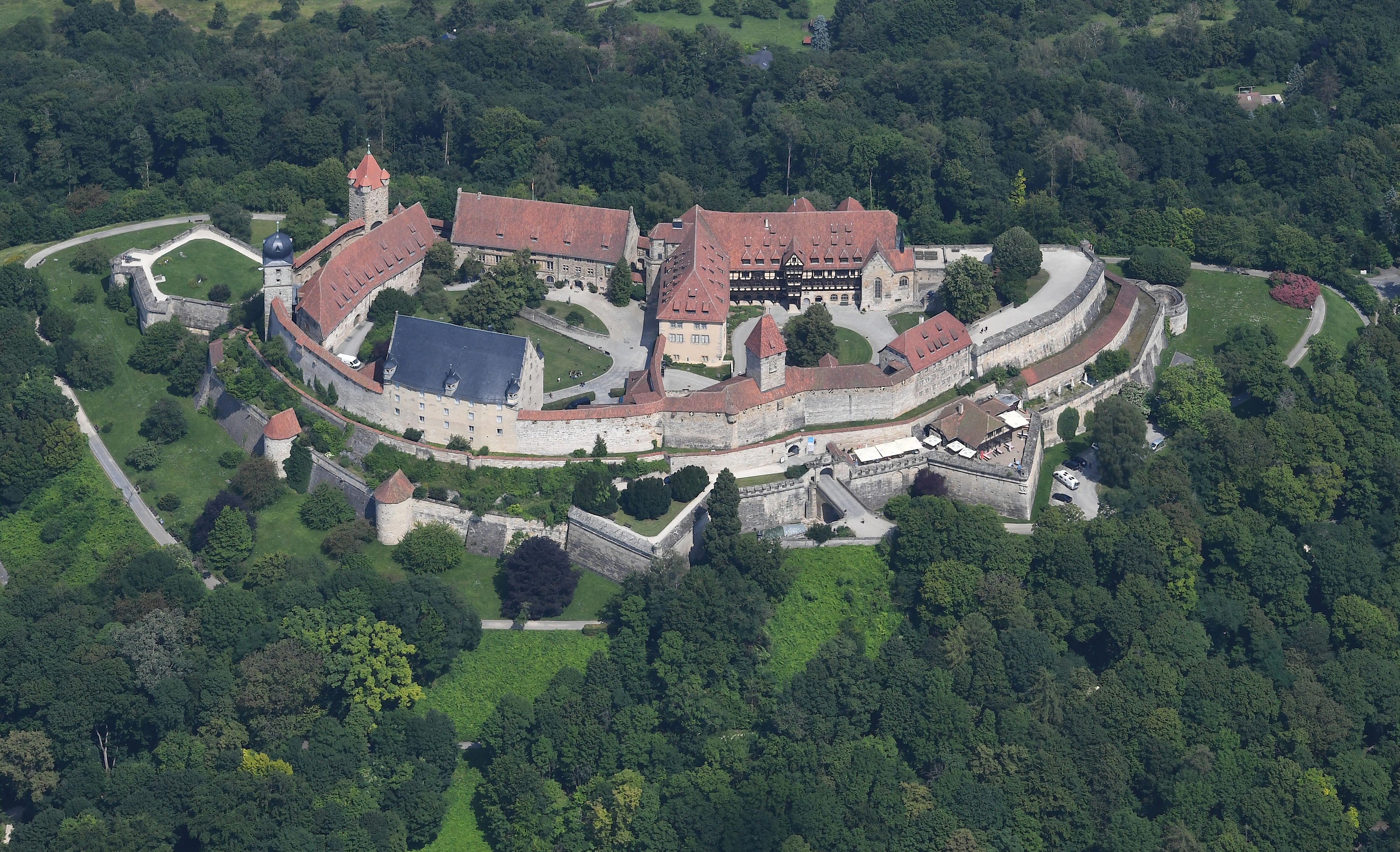
Der durch frühneuzeitliche Bastionen verstärkte Zwinger um die Veste Coburg

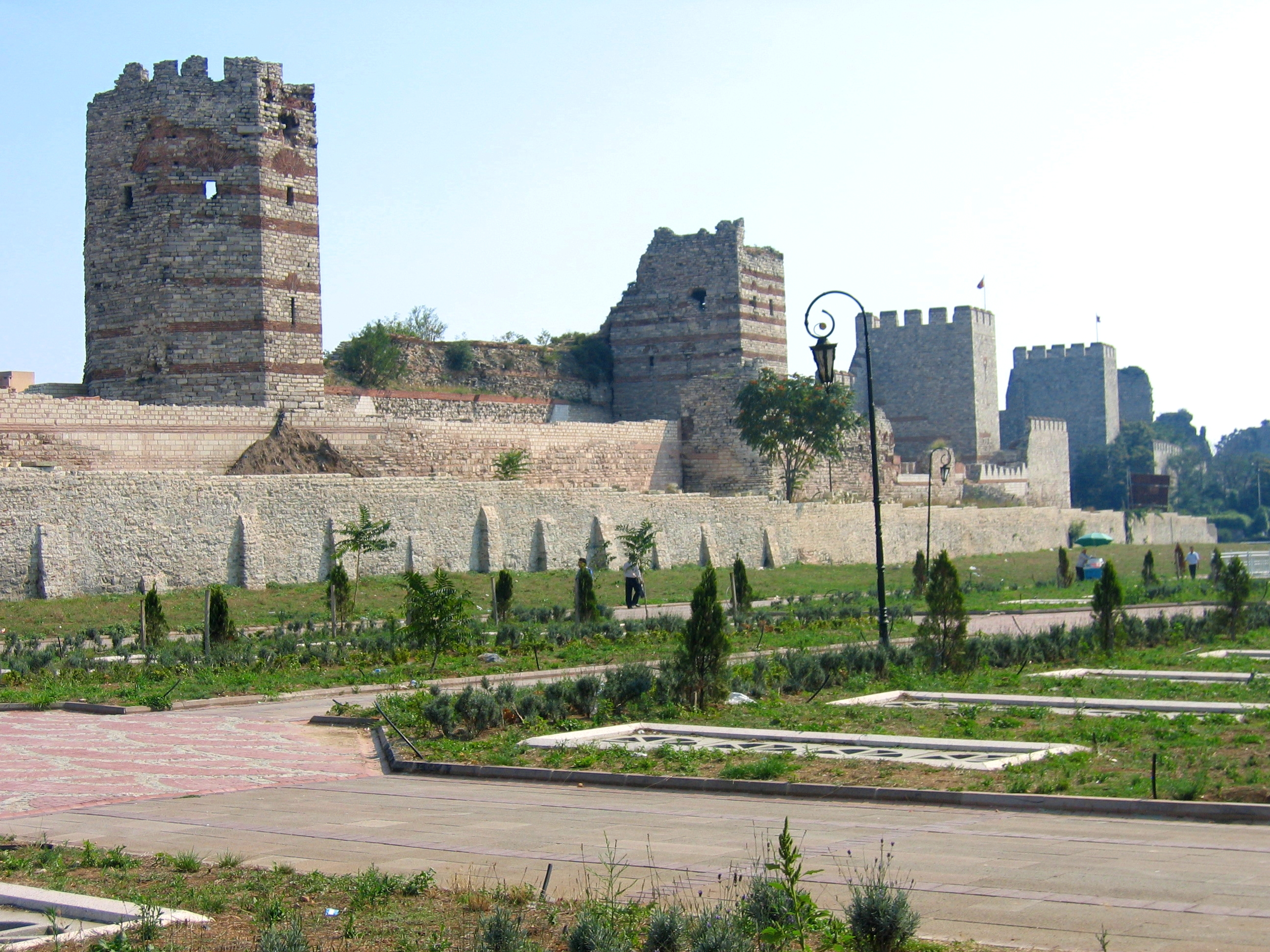
Teilansicht der Theodosianischen Landmauer des ehemaligen Konstantinopel. Im Vordergrund die doppelte Zwingeranlage.

Die Entwicklung des Zwingers ist bislang nur unzureichend erforscht. Bereits im fünften Jahrhundert n. Chr. war der byzantinischen Landmauer von Konstantinopel ein voll entwickelter Zwinger vorgelegt worden.
Auch im frühmittelalterlichen Wehrbau lässt sich die Tiefenstaffelung von Wallzügen nachweisen. Besonders ungarnzeitliche Schutzburgen wurden zum Schutz vor den Reiterattacken der Magyaren mit Bermen und vorgelagerten Wällen gesichert. Hier handelt es sich jedoch um keine Zwingeranlagen im eigentlichen Sinn, oft trennt ein Zwischengraben die Befestigungslinien. Ein solcher Graben ist allerdings manchmal auch bei spätmittelalterlichen Zwingern vorhanden.
Gelegentlich werden die schmalen Vorbefestigungen der Habsburg (Aargau) oder der Burg Alt-Bolanden (Rheinland-Pfalz) als frühe Zwingeranlagen des späten 10. und frühen 11. Jahrhunderts angesehen. Diese Befestigungskonzepte blieben jedoch ohne direkte Nachfolger.
In Mitteleuropa wurden Zwinger erst wieder in der ersten Hälfte des 13. Jahrhunderts den Ringmauern einzelner Wehranlagen vorgelegt. Gegen Ende dieses Jahrhunderts erhöhte man bereits deutlich häufiger die Wehrtauglichkeit in dieser Weise (Burg Gnandstein, Sachsen; Burg Landsberg und Burg Hoh-Andlau, beide Elsass). In Südfrankreich hat sich aus dieser Epoche zudem – stark restauriert – der Zwinger der Stadtbefestigung von Carcassonne anschaulich erhalten. Anfangs lagen die Zwingermauern in sehr geringem Abstand vor der Hauptmauer.
Im 14. Jahrhundert erzwang die Entwicklung der ersten Feuerwaffen eine Weiterentwicklung des Zwingers. Besonders im 15. und 16. Jahrhundert entstanden zahllose Beispiele. In Franken ist sogar die Befestigung einer spätmittelalterlichen Großstadt weitgehend erhalten geblieben. In Nürnberg wurde der älteren Ringmauer eine niedrigere Zwingeranlage vorgelegt. Im frühen 15. Jahrhundert erhält München eine komplett neue Stadtbefestigung aus einem doppelten Mauerring. Durch die Verbindung der Wachtürme der inneren (= höheren) und äußeren (= niedrigeren) Mauer mit Zwischenwänden entstand eine Abfolge zahlreicher Zwinger, die den Ort bald komplett einrahmten.
Die ersten Zwingermauern des Hochmittelalters wurden meist noch nicht durch Turmbauten gesichert. Die Artilleriebefestigungen des Spätmittelalters waren hingegen durch zahlreiche Flankierungs-, manchmal auch Geschütztürme bewehrt.
Aus der Hussitenzeit stammen die Zwingeranlagen einer kleinen Burgengruppe in den fränkischen Haßbergen. Wie andernorts reagierten hier die Landesherren auf die akute Bedrohung durch die Aufständischen aus dem nahen Böhmen. Gut erhalten blieben hier etwa die Zwinger der Burgen Altenstein, Rauheneck und Schmachtenberg. Auf der Burg Rauheneck verstärkten ehemals zwei Schießerker die Wehrkraft zusätzlich. Derartige Erker und Kampfhäuser sind auch bei anderen Zwingeranlagen nachweisbar.
Die hussitenzeitlichen Ausbauten zahlreicher Burganlagen in den gefährdeten Landstrichen gehen letztlich oftmals auf Innovationen zurück, die von den Hussiten selbst entwickelt wurden. Hier ist vor allem die Stadtbefestigung der südböhmischen Hussitenstadt Tábor zu erwähnen. Die Zwingeranlage vor der Hauptmauer ist dort noch teilweise bis in die heutige Zeit erhalten geblieben.
In der Regel waren die Zwingermauern deutlich niedriger und schwächer als die eigentlichen Ringmauern. Oft erhob sich nur eine Brüstungsmauer über das aufplanierte Zwingergelände. Gelegentlich wurde ein gedeckter oder offener Wehrgang aufgesetzt (Burg Trausnitz, Landshut). Auch unterirdische Wehrgänge mit Schartenöffnungen für Handfeuerwaffen sind nachweisbar (Burg Hochhaus bei Nördlingen).
Zwingermauern können eine Wehranlage vollständig umlaufen oder nur einen besonders gefährdeten Abschnitt schützen. Oft ist ein Graben vorgelagert, die Zwingermauer ist hier gleichzeitig die Futtermauer des Grabens. Bei Hangburgen wurde die Zwingermauer oft als Stützmauer sehr hoch aufgemauert und dient so zugleich der statischen Sicherung der Gesamtanlage.
Häufig ermöglichten kleine, versteckte Ausfallpforten (Poternen) die aktive Bekämpfung eines in den Grabenbereich eingedrungenen Feindes. Auch der eigentliche Zwingerbereich war oft durch solche Schlupfpforten zugänglich.

### Frühe hochmittelalterliche Zwingeranlagen im Heiligen Land

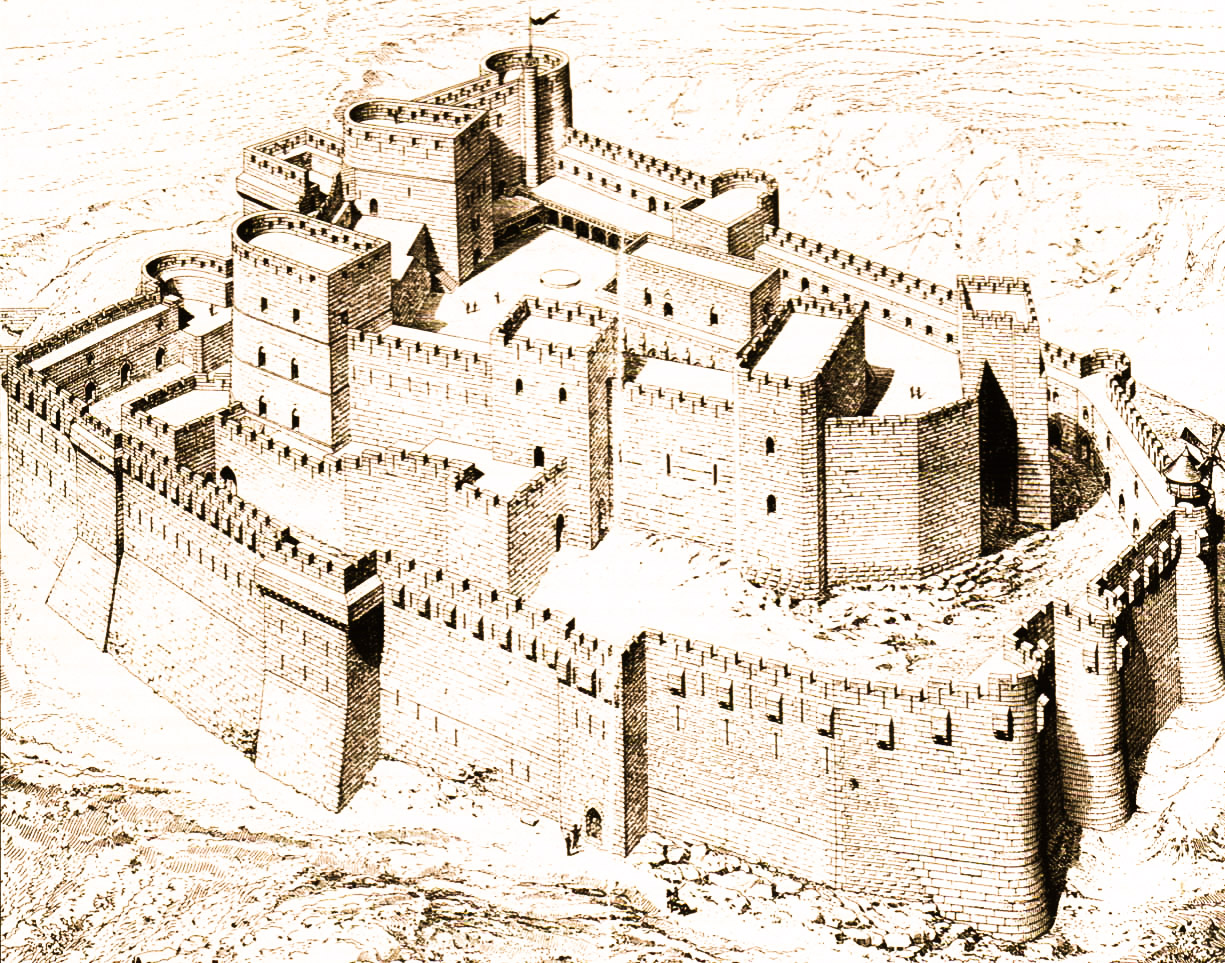
Der Krak des Chevaliers mit den ausgedehnten Zwingeranlagen um die Kernburg (Rekonstruktionszeichnung von 1871)

Der Krak des Chevaliers des Johanniterordens gilt allgemein als Inbegriff einer Kreuzritterburg. Hier entstand bereits kurz nach 1170 ein erster schmaler Zwinger um die Kernburg. Diese erstaunlich früh zu datierende Zwingeranlage wurde in der Mitte des 13. Jahrhunderts durch die erhaltene Außenbewehrung ersetzt. Auch dieser Zwinger gehört somit zu den ältesten Beispielen dieses Typs. Eine Bauinschrift berichtet von einer „Barbacane“ (dies bezeichnet sicherlich den Zwinger), die der Burgverwalter Nicolas Lorgne anlegen ließ. Durch diese Quelle lässt sich der zweite Zwinger des Krak (Crak) gut auf die Zeit um 1250 datieren.
Der Zwinger des Krak wurde bis etwa 1270 ausgebaut. Trotz dieser Verstärkung gelang es den Muslimen unter ihrem Sultan Baibars I., die Veste 1271 nach nur vierwöchiger Belagerung einzunehmen.
Auch andere große Kreuzfahrerburgen werden von ausgedehnten Zwingeranlagen umgeben. Der äußere Mauerring der Burg von Tartus (Syrien) könnte etwa zeitgleich mit dem Zwinger des Krak entstanden sein, also in der Mitte des 13. Jahrhunderts. Bereits kurz nach 1168 begannen die Johanniter mit dem Umbau der Burg Belvoir im heutigen Israel. Die äußere Befestigung mit ihren eckigen Türmen wirkt wie „ein zum Bauwerk erweiterter Zwinger“ (U. Großmann).

### Doppelte Ringmauern im Wales des 13. Jahrhunderts

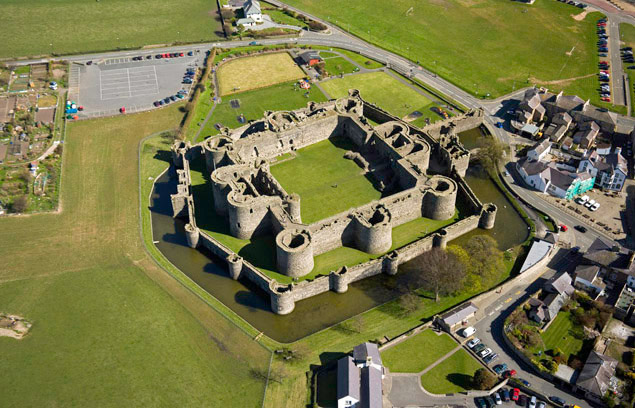
Burganlage in Beaumaris

Die walisischen Burgen Harlech Castle und Beaumaris Castle (1295 begonnen, aber unvollendet) haben doppelte Wehrmauern, wobei die äußere Mauer die innere in geringem Abstand konzentrisch umschließt. Die äußere Befestigung in Beaumaris mit ihren runden Mauertürmen ist besonders aufwendig, vergleichbar mit der des Krak des Chevaliers.

## Beispiele erhaltener Zwingeranlagen
Bekannte Zwinger, die auch so heißen, sind:
- Zwinger (Goslar), Batterieturm der Befestigungsanlage von Goslar
- Zwinger (Dresden), Gebäudekomplex mit Gartenanlagen in Dresden
- Zwinger (Münster), Teil der Stadtbefestigung von Münster
- Zwinger (Bad Neustadt an der Saale), Teil der Stadtbefestigung von Bad Neustadt an der Saale
- Zwinger, Turm der Rostocker Stadtbefestigung

Daneben sind folgende mittelalterliche Zwinger erhalten:
| Stadtbefestigungen | Burgen |
| --- | --- |
| - Amberg - Aschersleben - Carcassonne - Delitzsch - Dinkelsbühl - Freistadt - Görlitz - Ingelheim am Rhein - Jüterbog - Neubrandenburg - Nördlingen - Nürnberg - Templin - Wolframs-Eschenbach | - Burg Altenstein (Hassberge) - Burg zu Burghausen (Burghausen/Salzach, Oberbayern) - Giechburg (Oberfranken) - Burg Guttenberg am Neckar (Neckar-Odenwald-Kreis) - Burg Hohenurach (Schwäbische Alb) - Burg Hornberg am Neckar (Neckar-Odenwald-Kreis) - Burg Löwenstein (Schwäbisch-Fränkische Waldberge) - Minneburg (Odenwald) - Burg Nürburg (Eifel) - Veste Otzberg (Otzberg) - Burg Rauheneck (Ebern) |